# Iso Honkasaari (ö i Birkaland)
Iso Honkasaari är en ö i Finland. Den ligger i sjön Kukkia och i kommunen Pälkäne i den ekonomiska regionen Tammerfors och landskapet Birkaland, i den södra delen av landet, 130 km norr om huvudstaden Helsingfors. Öns area är 0,9 hektar och dess största längd är 180 meter i öst-västlig riktning.